# 圓通寺 (東京都港区)
圓通寺（えんつうじ）は、東京都港区赤坂にある日蓮宗の寺院。山号は佛智山。旧本山は玉沢妙法華寺、境師法縁。梵鐘は深草元政の筆になる十二干の詩で知られる。

## 歴史
安芸浅野藩下屋敷付近にあった草庵が起源。寛永2年（1625年）、三分坂上の拝領地に草庵を移し、圓通院日亮を開山に創建。近隣に同名の寺院があったが、元禄8年（1695年）の大火にて同名の寺院と共に草庵も類焼。後に寺院と草案をまとめて１寺となり、現在の圓通寺となる。大火後の江戸の拡張用として三分坂上の寺地が御用地となったため、西尾隠岐守上屋敷跡の現在地を拝領した。境内にある梵鐘は江戸時代の宝暦年間に幕府より「時の鐘」として指定された梵鐘。十二干を冠した漢詩が刻まれているため、別名「十二支の鐘」とも言う。1945年5月25日の山手大空襲によって堂宇を焼失。戦後、瀬田村（現在の世田谷区瀬田）にあった別院「四恩堂」（日勝庵）を移築し再建。平成20年には現在の本堂に改築。

## 境内
- 本堂

## 歴代
- 圓通院日亮

## 関連資料
- 『赤坂区史』
- 『東京名所図会』